# Grupo Comunista, Republicano, Ciudadano y Ecologista
El grupo comunista en el Senado francés, actualmente conocido como Grupo Comunista, Republicano, Ciudadano y Ecologista (CRCE) (en francés: groupe communiste, républicain, citoyen et écologiste), es un grupo parlamentario que históricamente reúne a senadores del Partido Comunista Francés (PCF).
En el apogeo de su fuerza laboral, entre 2008 y 2011, cuenta con 24 senadores. Desde 2018, ha estado compuesto por dieciséis senadores (miembros de PCF, EÉLV, FI o DVG). Su presidenta es Éliane Assassi.

## Historia
Bajo la Tercera, la Cuarta y la Quinta República, el Grupo Comunista reúne a senadores que son miembros o están cerca del Partido Comunista Francés (PCF).

### Tercera República
El primer comunista elegido para el Senado es Marcel Cachin. Elegido en las elecciones del 20 de octubre de 1935 en el departamento del Sena, se sienta del 14 de enero de 1936 al 29 de febrero de 1940, cuando está privado de su mandato.
Los "electores" del mismo departamento del Sena eligieron en una elección parcial el 23 de febrero de 1936, un segundo senador comunista, Jean-Marie Clamamus. Dejó el PCF en octubre de 1939 y votó plenos poderes para Philippe Pétain el 10 de julio de 1940.

### Cuarta República
Las elecciones del 24 de noviembre de 1946 designaron a los "grandes electores" que a su vez eligieron a los miembros del Consejo de la República el 8 de diciembre de 1946 y el 15 de diciembre de 1946. El PCF ganó el 29,3% de los votos y 24.788 votantes. La Asamblea Nacional también elige un cierto número de consejeros de la República, en proporción a los grupos de esta Asamblea. El 24 de diciembre de 1946, 83 comunistas electos y republicanos relacionados se sientan en esta nueva Cámara que reemplaza al Senado. El 27 de diciembre de 1946, Georges Marrane se convierte en vicepresidente.Henri Martel le sucede. En 1948, los miembros del Consejo de la República se adjudicaron el título de senadores.Pero el sistema de votación cambia, de manera proporcional se vuelve uninominal en la mayoría de los departamentos.La renovación general del 7 de noviembre de 1948 solo envía a 16 senadores comunistas (de 246).Esta cifra de 16 es la de los senadores comunistas que son miembros del Senado al final de la última renovación de este, el 8 de junio de 1958. Un total de 97 senadores son miembros del Grupo Comunista del Senado durante la Cuarta República.

### Quinta República
Las primeras elecciones senatoriales del 26 de abril de 1959 reunieron a 14 comunistas electos en la nueva Asamblea. Son 18 (de 283) después de la renovación del 22 de septiembre de 1968. La formación alcanzó su punto máximo en 1983: el grupo comunista tenía 23 miembros y 1 adjunto.
La formación se debilitó a partir de entonces y se convirtió en 1995 en el grupo comunista, republicano y ciudadano (CRC) después de la adhesión de los senadores pertenecientes al Movimiento Republicano y ciudadano de Jean-Pierre Chevènement. Durante las elecciones senatoriales francesas de 2008, el grupo CRC mantiene su fuerza laboral y se feminiza. Este estancamiento se debe a la pérdida de un asiento para los franceses establecidos fuera de Francia, compensado por la victoria de Mireille Schurch en el Allier.
En noviembre de 2008, los senadores Jean-Luc Mélenchon y François Autain abandonaron el Partido Socialista para crear el Partido de Izquierda (PG) y se unieron al grupo de la CRC, que luego tomó el nombre de "Grupo Comunista, Republicanos, Ciudadanos y Senadores del Partido". izquierda "(CRC-SPG). Sin embargo, durante la Renovación del Senado de 2011, el PG pierde ambos asientos en el Senado y el grupo regresa a su nombre original.
Después de las elecciones senatoriales de 2014, el grupo perdió tres escaños con la derrota de sus listas en Bouches-du-Rhône, Rhone y Allier. Solo Christine Prunaud (Côtes-d'Armor) y Thierry Foucaud (Seine-Maritime) logran ser (re) elegidos.
Después de las elecciones senatoriales de 2017, los representantes electos no comunistas se unen al grupo, que pasa a llamarse "Grupo Comunista, Republicano, Ciudadano y Ecologista" (CRCE).

## Véase  también
- Partido comunista francés
- Partido de izquierda